# Hermann Sturm
Hermann Sturm (ur. 9 stycznia 1921, zm. ?) – zbrodniarz hitlerowski, członek załogi niemieckiego obozu koncentracyjnego Mauthausen-Gusen i SS-Oberscharführer (nr identyfikacyjny w SS: 320114).
Obywatel austriacki. Członek Waffen-SS od 1939. Do 1942 walczył we frontowych oddziałach tej formacji. Stracił jednak oko podczas walki i 3 stycznia 1943 skierowano go do służby w kompleksie obozowym Mauthausen. Do 23 czerwca 1943 Sturm pełnił funkcję Blockführera w obozie głównym. Następnie przeniesiono go do podobozu Linz I, gdzie sprawował stanowisko Rapportführera. Po zbombardowaniu tego obozu, więźniów umieszczono w podobozie Linz III. Sturm również tu był Rapportführerem, a także zastępcą komendanta. W praktyce jednak kierował podobozem Linz III, gdzie znajdowało się od 5 do 8 tysięcy więźniów. Każdego dnia w obozie ginęło około 30 osób, głównie z chorób, niedożywienia i od maltretowania.
Został osądzony w procesie US vs. Hermann Sturm przez amerykański Trybunał Wojskowy w Dachau w dniach 18–20 sierpnia 1947. Wymierzono mu karę 20 lat pozbawienia wolności. Jak ustalono podczas postępowania, Sturm osobiście bił więźniów gumowym kablem. Zmuszał ich także do ciężkiej pracy, mimo że przebywali w obozowym szpitalu ze względu na choroby i wycieńczenie organizmu. Znęcał się również nad więźniami, zmuszając ich do wielogodzinnego stania na placu apelowym bez względu na pogodę.